# Debbie Mucarsel-Powell
Debbie Jessika Mucarsel-Powell (Guayaquil, 18 de janeiro de 1971) é uma política e administradora de faculdades norte-americana que atua como representante dos EUA no 26.º distrito de Flórida desde 2019. Membro do Partido Democrata, seu distrito cobre a parte ocidental do Condado de Miami-Dade, incluindo Homestead, bem como as Florida Keys.

## Infância e educação
Mucarsel-Powell nasceu e foi criada em Guayaquil, Equador, filha de Imelda Gil e Guido Mucarsel Yunes. Mucarsel-Powell emigrou para os Estados Unidos quando tinha 14 anos, com sua mãe e três irmãs mais velhas. Ela começou a trabalhar em uma loja de donuts e continuou a trabalhar para ajudar a sustentar sua família, que dividia um apartamento de um quarto.
Frequentou a Pomona Catholic High School em Pomona, Califórnia. Ela obteve um diploma de bacharel em ciência política pelo Pitzer College e um mestrado em economia política internacional pela Claremont Graduate University.

## Vida pessoal
Mucarsel-Powell trabalhou para organizações sem fins lucrativos, como Hope Center, Zoo Miami Foundation e Coral Restoration Foundation. De 2003 a 2007, atuou como diretora de desenvolvimento da Universidade Internacional da Flórida (FIU). Ela foi vice-presidente associada de promoção da Faculdade de Medicina Herbert Wertheim da FIU de 2007 a 2011. Mucarsel-Powell tornou-se uma reitora associada da Faculdade de Medicina Herbert Wertheim da FIU.
Mucarsel-Powell se ofereceu para as campanhas presidenciais de John Kerry e Barack Obama e, em 2016, ela concorreu sem sucesso contra Anitere Flores no Senado do Estado da Flórida.